# Integryny

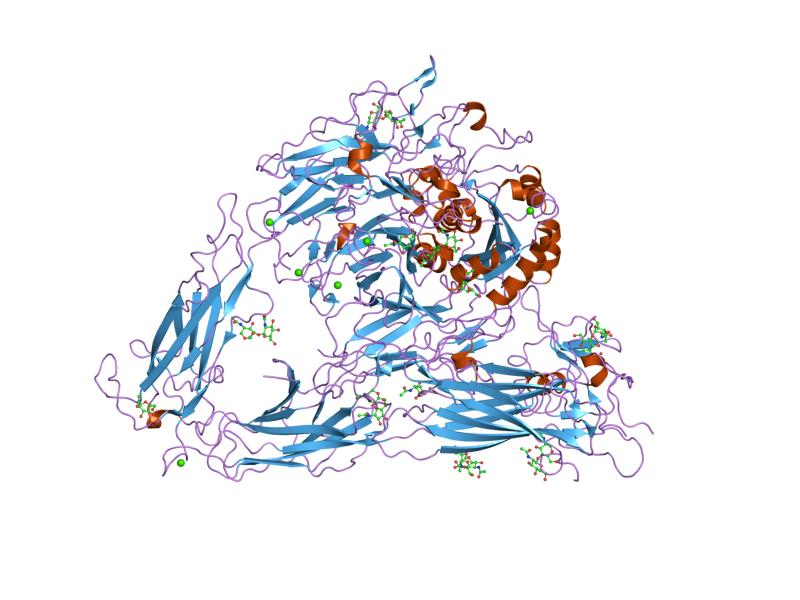
Struktura integryny alfa-Vbeta3

Integryny – glikoproteinowe receptory transbłonowe komórek zwierzęcych, zaliczane do białek adhezyjnych (adhezyn). Współdziałają z innymi receptorami błonowymi (w tym przede wszystkim receptorami chemokin), umożliwiają agregację komórek oraz ich ukierunkowaną migrację, np. w procesie embriogenezy, organogenezy, czy odpowiedzi immunologicznej organizmu oraz w przenoszeniu informacji ze środowiska do komórki i w kierunku przeciwnym.
Każda z integryn jest heterodimerem zbudowanym z dwóch podjednostek: α i β, związanych niekowalencyjnie. Do tej pory poznano tylko 5 cząsteczek biorących udział w ścisłej adhezji do komórek śródbłonka i są to trzy integryny α2 oraz integryny α4β1 i α4β7. W interakcjach leukocytów z białkami macierzy pozakomórkowej główna rolę odgrywają integryny β1. Integryny leukocytów wiążą się z cząsteczkami Ig-podobnymi komórek śródbłonka.